# Aldisa cooperi
Aldisa cooperi is een slakkensoort uit de familie van de Cadlinidae. De wetenschappelijke naam van de soort werd voor het eerst geldig gepubliceerd in 1972 door Robilliard & Baba.